# بادرة (اسم)
بَادِرَة هو اسم علم مؤنث من أصل عربي، ومعناه هو  السابقة المسرعة والسريعة.